# Maffliers
Maffliers je francouzská obec v departementu Val-d'Oise v regionu Île-de-France, asi 30 km severně od Paříže. V roce 2014 zde žilo 1 725 obyvatel.

## Poloha obce
Sousední obce jsou: Attainville, Montsoult, Nerville-la-Forêt, Presles, Saint-Martin-du-Tertre a Villaines-sous-Bois.

## Vývoj počtu obyvatel
Počet obyvatel

## Galerie

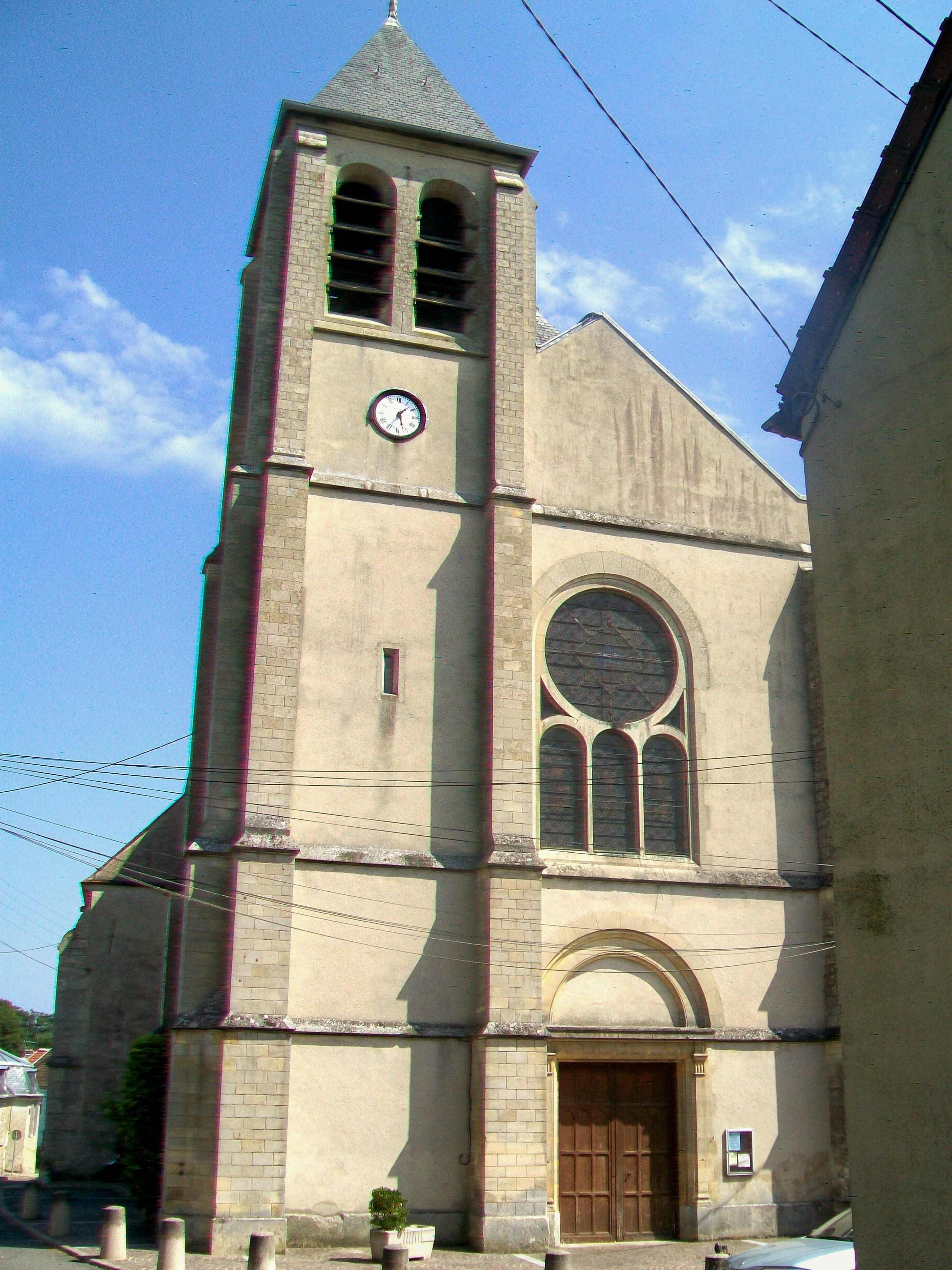
Kostel Nanebevzetí P. Marie
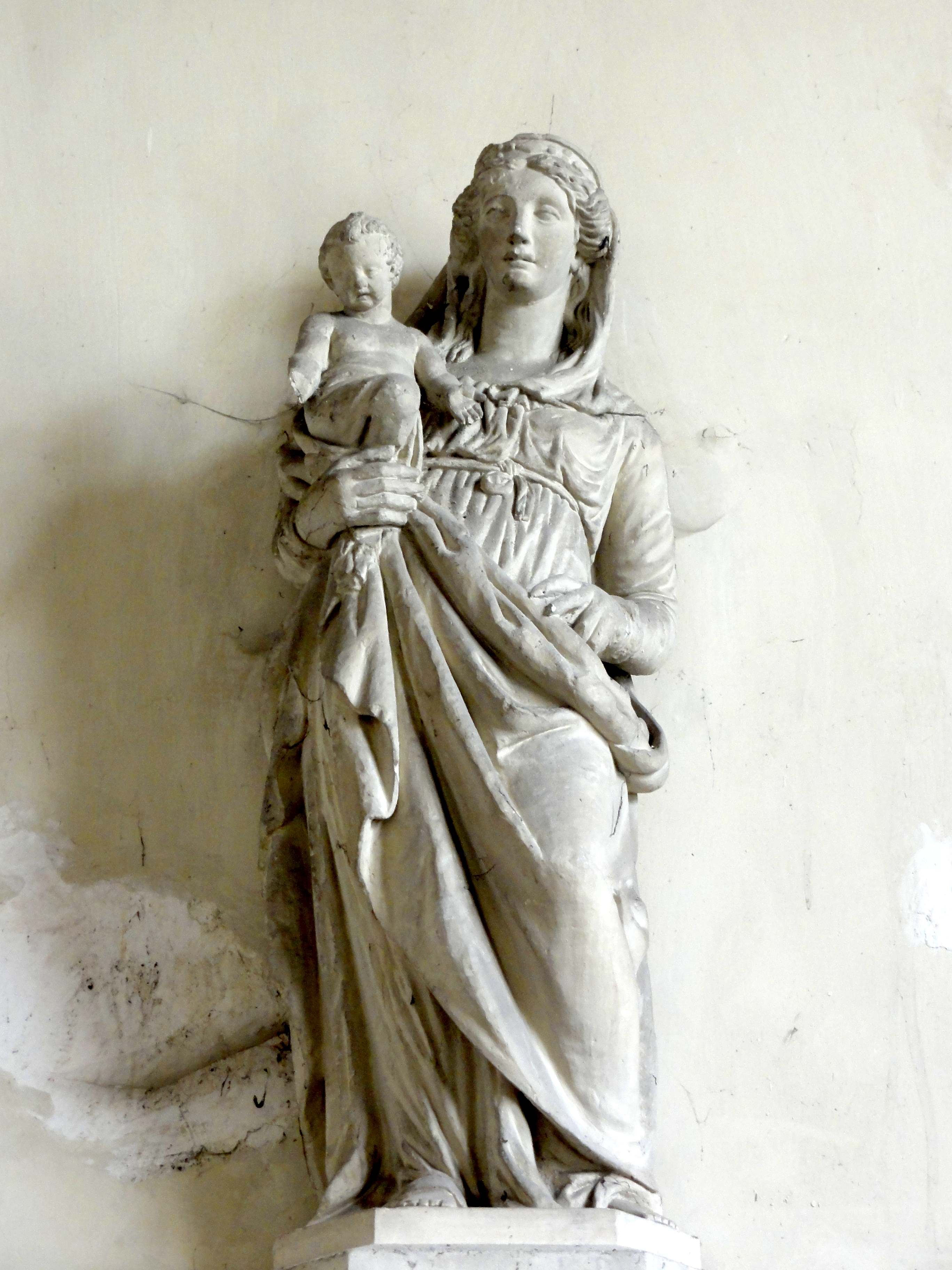
Socha P. Marie, kámen, kolem 1500
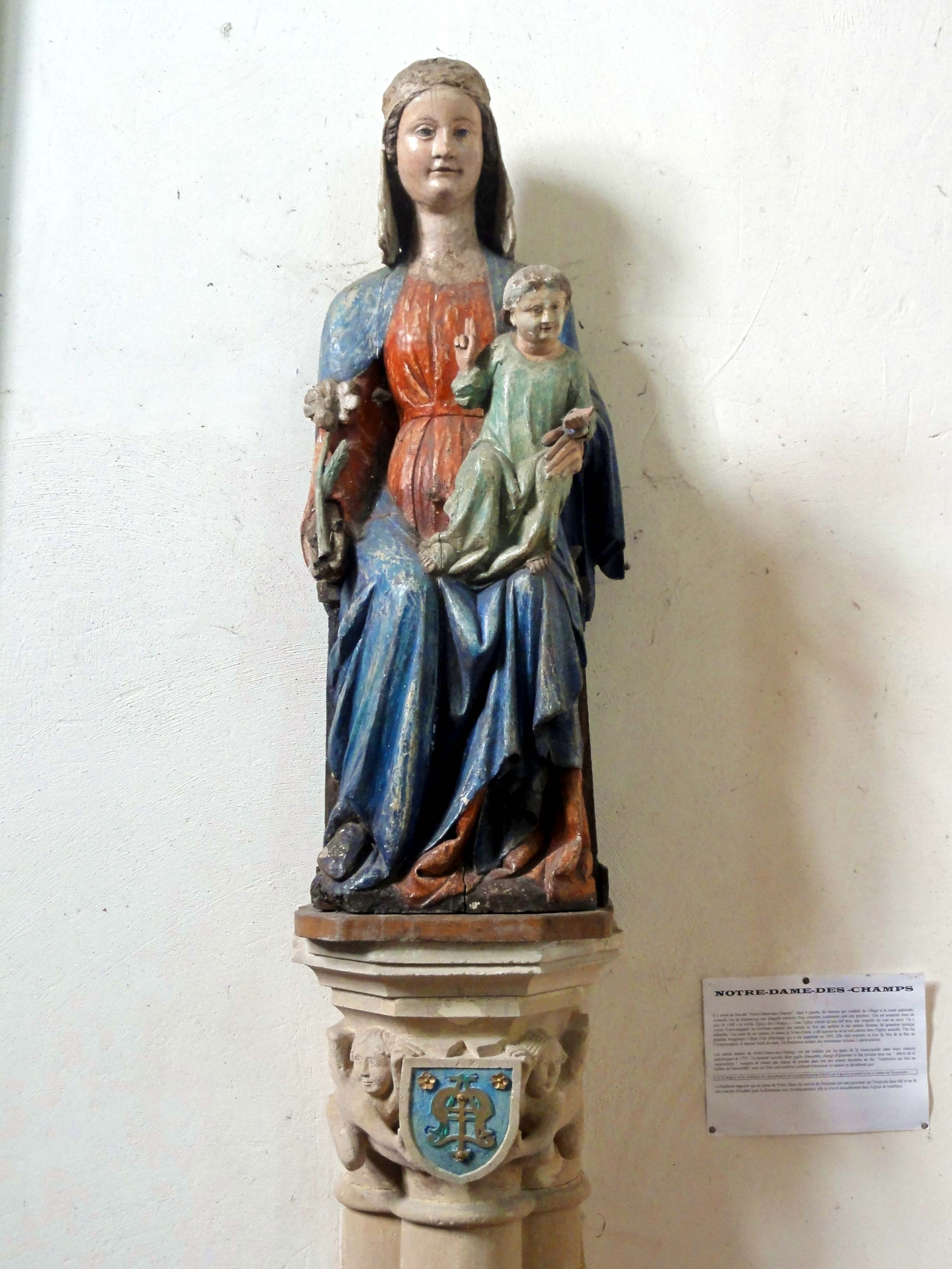
Socha P. Marie, polychromované dřevo, 13. stol.